# Goudvleugelbuidelspreeuw
De goudvleugelbuidelspreeuw (Cacicus chrysopterus) is een zangvogel uit de familie Icteridae (troepialen).

## Verspreiding en leefgebied
Deze soort komt voor van oostelijk Bolivia tot Paraguay, zuidelijk Brazilië, Uruguay en noordoostelijk Argentinië.